# Эстрада, Джонатан
Джонатан Эстрада Кампильо (англ. и исп. Jonathan Estrada Campillo; род. 27 января 1983 года, Медельин, Колумбия) — колумбийский футболист, полузащитник клуба «Атлетико Букараманга» и сборной Колумбии.

## Клубная карьера
Эстрада — воспитанник клуба «Энвигадо». В 2011 году он дебютировал в Кубке Мустанга. В 2007 году сыграв за клуб более 100 матчей Джонатан перешёл в «Мильонариос». Летом 2009 года на правах аренды Эстрада присоединился к испанскому «Реал Сосьедад». 29 августа в матче против «Лас-Пальмас» он дебютировал в испанской Сегунде. По итогам сезона Джонатан помог клубу вернуться в элиту. После окончания аренды он вернулся в «Мильонариос».
В начале 2011 года Эстрада перешёл в бразильский «Аваи». 22 мая в матче против «Фламенго» он дебютировал в бразильской Серии A.
После не очень удачного выступления в Бразилии Джонатан вернулся на родину, подписав контракт с «Индепендьенте Медельин». 5 февраля в матче против своей бывшей команды «Энвигадо» он дебютировал за новую команду. 26 марта в поединке против «Атлетико Насьональ» Эстрада забил свой первый гол за «Индепендьенте Медельин». В начале 2013 года Джонатан перешёл в «Патриотас». 9 февраля в матче против «Депортиво Пасто» он дебютировал за новую команду. 1 сентября в поединке против «Депортес Киндио» Эстрада забил свой первый гол за «Патриотас».
В начале 2015 года Джонатан перешёл в «Депортес Толима». 31 января в матче против «Бояка Чико» он дебютировал за новый клуб. 12 марта в поединке против «Кукута Депортиво» Эстрада забил свой первый гол за «Депортес Толима». В матчах Южноамериканского кубка против «Атлетико Хуниор» и парагвайского «Спортиво Лукеньо» он забил по голу.
В 2016 году Джонатан вернулся в «Мильонариос», в составе которого он отыграл сезон, после чего присоединился к «Атлетико Хуниор». 1 февраля 2017 года в матче Кубка Либертадорес против венесуэльского «Карабобо» он дебютировал за новую команду. В этом поединке Эстрада отметился голевой передачей. Через неделю в ответном матче против «Карабобо» он забил свой первый гол за «Атлетико Хуниор».

## Международная карьера
10 мая 2007 года в товарищеском матче против сборной Панамы он дебютировал за сборную Колумбии.